# Arne Melander
Arne Melander, född 7 mars 1940 i 
Stockholm, död 2 januari 2017, var en svensk läkare och professor i farmakologi vid Lunds universitet.
Melander, som var son till häradshövding Elis Melander och Ebba Elmqvist, avlade studentexamen i Malmö 1958 och studerade därefter vid Lunds universitet, där han blev medicine kandidat 1960, medicine licentiat 1969 och medicine doktor 1971 på avhandlingen Thyroid hormone secretion: its regulation by intrathyroidal amines.
Melander forskade främst på läkemedelsanvändning, i samband med hjärtkärlsjukdomar, vuxendiabetes, infektioner och psykiska sjukdomar, särskilt hos äldre människor. Hans förmåga att förklara komplicerade frågor på ett enkelt och pedagogiskt sätt kom särskilt till nytta i TV-programmet Fråga Lund.
Arne Melander är begravd på Norra kyrkogården i Lund.